# Jung Dae-yoon
Jung Dae-yoon (koreanisch 정대윤; * 24. Juli 2005) ist ein südkoreanischer Freestyle-Skier. Er ist auf die Buckelpisten-Disziplinen Moguls und Dual Moguls spezialisiert. Bei den Weltmeisterschaften 2025 gewann er als erster koreanischer Freestyler eine Medaille.

## Biografie
Jung Dae-yoon bestritt im Alter von 13 Jahren in Pyeongchang seine ersten FIS-Wettbewerbe in den Disziplinen Big Air und Slopestyle. Nur ein Jahr später kürte er sich ebendort erstmals zum südkoreanischen Meister auf der Buckelpiste. Nachdem er bereits zweimal an Weltmeisterschaften teilgenommen hatte, trat er im März 2023 in Chiesa in Valmalenco erstmals an Juniorenweltmeisterschaften teil. Er holte hinter Filip Gravenfors Moguls-Silber und verpasste als Vierter auf den Dual Moguls (Parallelbuckelpiste) nur knapp einen zweiten Medaillengewinn. Ein Jahr später gewann er in beiden Disziplinen die Silbermedaille.
Am 5. Dezember 2020 gab Jung in Ruka sein Debüt im Freestyle-Skiing-Weltcup. Nur drei Monate später nahm er in Almaty an seinen ersten Weltmeisterschaften teil. Dort belegte er in der Einzeldisziplin Rang 36, auf der Parallelbuckelpiste schied er aus. Während er im Weltcup leichte Fortschritte machte, wurde er bei seinen zweiten Weltmeisterschaften in Bakuriani in beiden Rennen Zehnter. 2023/24 schaffte er es als Weltcup-Achter in Val Saint-Côme erstmals unter die besten zehn. Bei den südkoreanischen Meisterschaften wurde er Vierter im Big Air.
Nach zwei vierten Rängen fuhr Jung Ende Februar 2025 in Almaty als Moguls-Zweiter hinter Mikaël Kingsbury zu seinem ersten Weltcup-Podestplatz. Drei Wochen danach konnte er trotz einer Knöchelverletzung bei den Weltmeisterschaften im Engadin antreten. In der Einzeldisziplin erreichte er 81,76 Punkte und errang damit hinter Ikuma Horishima und Mikaël Kingsbury die Bronzemedaille. Der 19-Jährige war – von dem als Kleinkind in die USA emigrierten Toby Dawson abgesehen – der erste südkoreanische Freestyle-Skier und nach dem Snowboarder Lee Chae-un erst der zweite Wintersportler aus diesem Land, der eine Medaille im Rahmen von Weltmeisterschaften gewinnen konnte.

## Erfolge

### Weltmeisterschaften
- Almaty 2021: 36. Mogula
- Bakuriani 2023: 10. Moguls, 10. Dual Moguls
- Engadin 2025: 3. Moguls

### Weltcup
- 6 Platzierungen unter den besten zehn, davon 1 Podestplatz

### Weltcupwertungen
| Saison  | Moguls | Moguls | Dual Moguls | Dual Moguls | Moguls Gesamt | Moguls Gesamt |
| Saison  | Platz  | Punkte | Platz       | Punkte      | Platz         | Punkte        |
| ------- | ------ | ------ | ----------- | ----------- | ------------- | ------------- |
| 2021/22 | 37.    | 29     | –           | –           | 42.           | 29            |
| 2022/23 | 28.    | 37     | 29.         | 42          | 27.           | 79            |
| 2023/24 | 19.    | 127    | 17.         | 125         | 19.           | 252           |
| 2024/25 | 13.    | 188    | 13.         | 148         | 12.           | 336           |

### Juniorenweltmeisterschaften
- Chiesa in Valmalenco 2023: 2. Moguls, 4. Dual Moguls
- Chiesa in Valmalenco 2024: 2. Moguls, 2. Dual Moguls

### Asian Cup
- 1 Sieg:

| Datum            | Ort       | Land     | Disziplin |
| ---------------- | --------- | -------- | --------- |
| 13. Februar 2025 | O2 Resort | Südkorea | Moguls    |

### Weitere Erfolge
- 2 südkoreanische Meistertitel (Moguls 2020 und 2022)
- Sieg bei den spanischen Meisterschaften im Moguls 2024
- Sieg bei den US Open in Snowbird 2023
- 2 Siege in FIS-Rennen